# Pañacocha
Pañacocha ist eine Ortschaft und eine Parroquia rural („ländliches Kirchspiel“) im Kanton Shushufindi der ecuadorianischen Provinz Sucumbíos. Die Parroquia besitzt eine Fläche von 629,39 km². Beim Zensus im Jahr 2010 wurden 860 Einwohner gezählt. Im Jahr 2015 ging man von einer Bevölkerung von 2306 aus, wobei 472 Einwohner der Wanderbevölkerung zugerechnet wurden. Die Bevölkerung besteht zu etwa 64 Prozent aus Kichwa, zu 33 Prozent aus Mestizen und Siedlern (colonos) sowie zu 2 Prozent aus Shuar.

## Lage
Die Parroquia Pañacocha liegt im Amazonastiefland zwischen den Flussläufen von Río Aguarico im Norden und Río Napo im Süden. Das Verwaltungsgebiet besitzt eine Längsausdehnung in Ost-West-Richtung von etwa 33 km. Der 220 m hoch gelegene Hauptort Pañacocha befindet sich am Nordufer des Río Napo 70 km ostsüdöstlich vom Kantonshauptort Shushufindi.
Im Osten und im Süden grenzt die Parroquia Pañacocha an die Provinz Orellana. Die Parroquia Pañacocha grenzt im Osten an die Parroquia Capitán Augusto Rivadeneira (Kanton Aguarico), im Süden an die Parroquia El Edén (Kanton Francisco de Orellana), im Westen an die Parroquias Limoncocha und San Roque sowie im zentralen Norden und im Nordosten an die Parroquias Tarapoa und Cuyabeno (beide im Kanton Cuyabeno).

## Geschichte
Die Parroquia Pañacocha wurde am 30. April 1969 im Kanton Orellana der Provinz Napo gegründet. Am 7. August 1984 wurde die Parroquia dem neu geschaffenen Kanton Shushufindi zugeschlagen, der wiederum im Jahr 1989 Teil der neu geschaffenen Provinz Sucumbíos wurde.

## Ökologie
Das Gebiet liegt größtenteils im 560 km² großen Schutzgebiet Bosque Protector Pañacocha.